# Ibrahim Imoro
Ibrahim Imoro (2 de octubre de 1999) es un futbolista ghanés que juega en la demarcación de lateral izquierdo para el Al-Hilal Omdurmán de la Primera División de Sudán.

## Selección nacional
Tras jugar en varias categorías inferiores, finalmente hizo su debut con la selección de fútbol de Ghana en un partido de clasificación para el Campeonato Africano de Naciones de 2018 contra Burkina Faso que finalizó con un resultado de empate a dos tras los goles de Mohamed Sydney Sylla y Ilasse Sawadogo para Burkina Faso, y de Gideon Waja y Sadick Adams para Ghana.

## Clubes
| Club                      | País  | Año       | Partidos | Goles |
| ------------------------- | ----- | --------- | -------- | ----- |
| Windy Professionals FC    | Ghana | 2016      |          |       |
| Bolga All Stars SC        | Ghana | 2016-2018 | 23       | 1     |
| Karela United FC (cedido) | Ghana | 2018-2019 | 13       | 2     |
| Thunder FC                | Ghana | 2019      | 0        | 0     |
| Asante Kotoko SC          | Ghana | 2019-2022 | 75       | 5     |
| Al-Hilal Omdurmán         | Sudán | 2022-     | 7        | 0     |